# サイコキネシス -念力-
『サイコキネシス -念力-』（サイコキネシス -ねんりき-、原題：염력）は、2018年公開の韓国映画。ある日突然超能力が使えるようになった男が娘と街を守るために奔走するSFアクションコメディ。監督・脚本は映画『新感染 ファイナル・エクスプレス』などのヨン・サンホ。主演はリュ・スンリョン、シム・ウンギョン。
日本では劇場未公開だが、2018年4月25日より動画配信サイトNetflixで独占配信されている。

## ストーリー
一時はテレビ番組に紹介されるほど繁盛していたチキン屋の店長シン・ルミ（シム・ウンギョン）。しかし、泰山建設という企業が免税店事業権を取得し、ルミの街が再開発区域になってから幸せは消えた。町内の人々は再開発に反対したが、泰山建設のミン社長（キム・ミンジェ）は立ち退きのために地上げ屋を動員して強制的に抑え込む。ルミの母親（キム・ヨンソン）は、店に押し入ってきた地上げ屋たちと揉み合い、頭に怪我を負って病院に搬送される。しかし、遂に目覚めることはなく、脳出血で逝去。その頃、ルミの父親のソッコン（リュ・スンリョン）は、自分に物体を自由自在に動かせる超能力があることを知る。
そんなソッコンのもとに離婚した妻の訃報が届き、葬儀場に駆けつけたソッコンは、ルミと妻のもとに起きたこれまでの顛末を知る。一人娘のルミが苦労する姿を見たくないソッコンは、以後金銭的なことは自分に任せてルミに勉強するよう勧め、手に入れたサイコキネシス（念力）の能力を見せる。しかし、母親の死と再開発問題でそれどころではないルミ。
そんなある日、町内の人々が集まっていた場所に押し掛けた地上げ屋をソッコンが超能力で退治するという事件が起きる。このことをきっかけに、ソッコンの特殊能力は白日の下になる。
推進する事業が上手くいかずに苛立っていた泰山建設のホン常務（チョン・ユミ）は、ニュースで異常な能力をもった男の情報を知り、あらゆる手段でソッコンを抑え込もうする。ついにホンは警察をも動員して街を圧迫し始めるが。

## キャスト
- リュ・スンリョン：シン・ソッコン
- シム・ウンギョン：シン・ルミ
- パク・ジョンミン：キム・ジョンヒョン
- キム・ミンジェ：ミン社長（泰山建設）
- チョン・ユミ：ホン常務（泰山建設）
- ユ・スンモク（朝鮮語版）：キム氏
- イ・ジョンウン：キム氏の妻
- キム・ヨンソン（朝鮮語版）：ルミの母
- イェ・スジョン（朝鮮語版）：チョン氏の姉
- テ・ハンホ（朝鮮語版）：ミン社長の部下（泰山建設）